# 21958 Tripuraneni
21958 Tripuraneni este un asteroid din centura principală de asteroizi.

## Descriere
21958 Tripuraneni este un asteroid din centura principală de asteroizi. A fost descoperit pe 15 noiembrie 1999 la Socorro, New Mexico, în cadrul proiectului LINEAR. Asteroidul prezintă o orbită caracterizată de o semiaxă mare de 2,55 ua, o excentricitate de 0,10 și o înclinație de 9,4° în raport cu ecliptica.